# Sévérac-l'Église
Sévérac-l'Église è un comune francese soppresso e frazione del dipartimento dell'Aveyron della regione dell'Occitania. Dal 1º gennaio 2016 si è fuso con il comune di Laissac per formare il nuovo comune di Laissac-Sévérac-l'Église.

## Società

### Evoluzione demografica
Abitanti censiti